# Veletov
Veletov är en ort i Tjeckien.   Den ligger i regionen Mellersta Böhmen, i den centrala delen av landet, 60 km öster om huvudstaden Prag. Veletov ligger 200 meter över havet och antalet invånare är 220.
Terrängen runt Veletov är huvudsakligen platt, men åt sydväst är den kuperad. Runt Veletov är det ganska tätbefolkat, med 134 invånare per kvadratkilometer. Närmaste större samhälle är Kolín, 7,5 km väster om Veletov. Trakten runt Veletov består till största delen av jordbruksmark.